# Asoci I d'Artanudji
Asoci I d'Artanoudji (mort l'any 939) fou un príncep d'Artanudji del segle x membre de la família dels bagràtides
Asoci Bagration era el segon fill del príncep Bagrat I d'Artanudji. En el seu De administrando imperio, Constantí VII Porfirogènet escriu que a la mort de Bagrat, vers el 909, els seus fills Adarnases d'Artanudji, Asoci i Gurguèn d'Artanudji es van repartir el domini patern. Tanmateix, el príncep Vakhuxt Bagration, al segle xviii escriu que David I d'Artanudji, l'oncle d'Asoci va succeir a Bagrat. Les fonts de l'època són molt escasses i superficials, la seva vida és poc coneguda. Va morir l'any 939 i com que Gurguèn ja havia mort l'herència va recaure en el seu germà Adarnases, que es va fer monjo poc després i llavors va arribar al poder el seu nebot David.
Es va casar amb una filla de Constantí III d'Abkhàzia, i va tenir una sola filla, que es va casar dues vegades, la primera amb el seu cosí Gurguèn II d'Artani; i la segona amb un personatge noble local però d'origen armeni anomenat Adranutzium.